# Стреляева, Лидия Николаевна
 Лидия Николаевна Стреля́ева  (1902—1987) — советский селекционер.

## Биография
Родилась 7 апреля 1902 года в селе Кизияр (ныне Мелитополь, Запорожская область, Украина) в семье железнодорожника.
Училась в городской гимназии Мелитополя. В 16 лет добровольцем вступила в РККА. Училась на медицинском факультете КрГУ имени М. В. Фрунзе, затем перевелась на агрономический факультет.
Место работы: в 1926—1930 годах работа на плодово-опытной станции при МСХА имени К. А. Тимирязева, в 1930—1935 годах — заведующая госсортучастком овощных культур Всесоюзного института растениеводства, в 1935—1944 годах — научный сотрудник, по работе над кушнаренковским виноградом, одновременно она исполняла и обязанности военного метеоролога и кассира международной ленинской школы Коминтерна, расположенной поблизости, в 1945—1956 годах — зав. отделом виноградарства Башкирской плодово-ягодной опытной станции, с 1956 года ст. научный сотрудник отдела садоводства Башкирского НИИ сельского хозяйства.
Область научных интересов: выведение новых сортов винограда с коротким вегетационным периодом для суровых климатических условий. Депутат ВС БАССР, ВС СССР 4 созыва (1954—1958), Совета национальностей СССР.
Муж, Василий Павлович Стреляев, также учёный селекционер, более 30 лет руководил Башкирской опытной станцией по садоводству.
Умерла 29 июня 1987 года в селе Кушнаренково (ныне Башкортостан).

## Награды и премии
- медаль «За доблестный труд в Великой Отечественной войне 1941-1945 гг.»
- Сталинская премия третьей степени (1951) — за выведение новых зимостойких сортов винограда для средней и восточной зон Европейской части СССР и разработку агротехники этой культуры.
- заслуженный агроном БАССР (1982)
- Почётные грамоты Президиума Верховного Совета БАССР
- Почётный житель села Кушнаренково РБ

## Память
Именем Стреляевой Л. Н. названы улица и переулок в селе Кушнаренково.
Её имя увековечено мемориальной доской на здании лабораторного корпуса Кушнаренковского селекционного центра РБ.
В Башкирском НИИ сельского хозяйства выведен сорт винограда «Памяти Стреляевой».
7 сентября 2021 года, на территории селекционного центра в селе Кушнаренково открыт бюст в преддверии 120летия со дня рождения Стреляевой.

## Труды

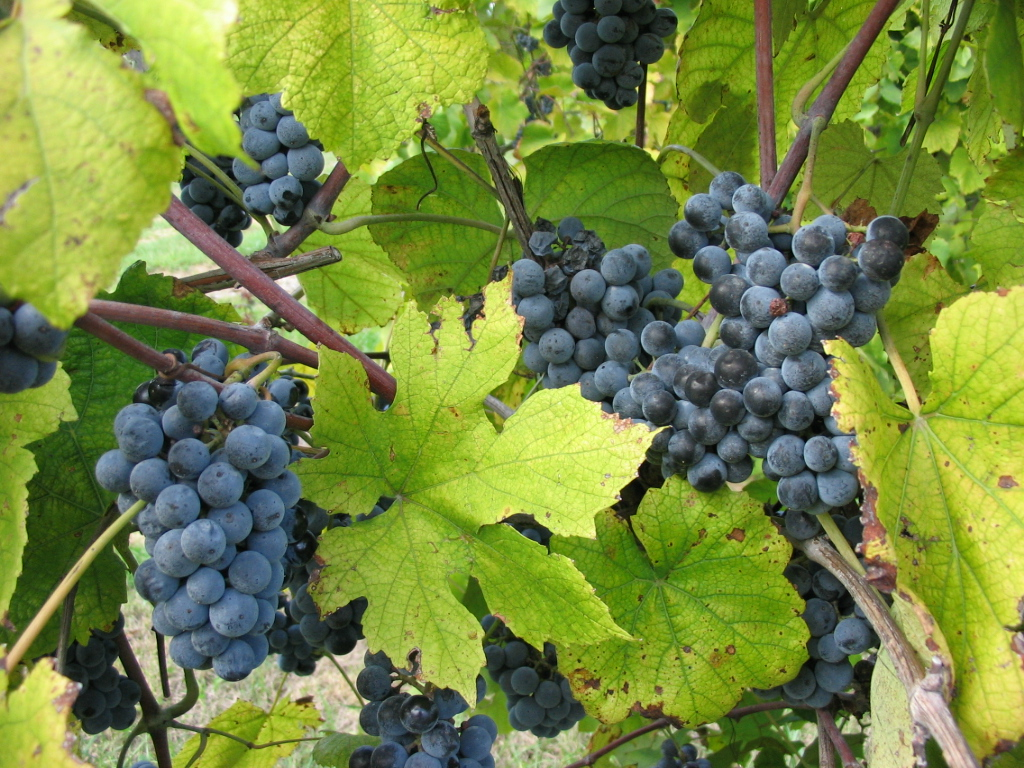
Районированный сорт винограда

Стреляева Л. Н. — автор 15 работ по сортам и агротехнике винограда для суровых климатических условий, вывела десять сортов винограда и элитных гибридов, включая сорта «Башкирский изумруд», «Александр»(назван в честь погибшего на войне при освобождении Прибалтики сына), «Юбилейный», «Башкирский чёрный», «Башкирский ранний», «Балекей» и другие.
Л. Н. Стреляева «Культура винограда в Башкирии». М., 1966.